# Bae Doona
Bae Doo-na (en hangul, 배두나; Seúl, 11 de octubre de 1979) es una actriz, fotógrafa y modelo surcoreana, conocida por sus actuaciones en las películas The Host y Sympathy for Mr. Vengeance.

## Biografía
Es hija de la actriz de teatro Kim Hwa-Young. Sin embargo, Bae afirma que su madre le enseñó poco en cuanto a técnica: «me dijo que tienes que aprender a abrir tu corazón para actuar, pero nunca me dijo cómo actuar. Incluso cuando le rogué que me enseñara, me rechazó. Sin embargo, sí me dio consejos sobre otros aspectos de mi carrera». También nota que hay una gran diferencia entre actuar en teatro y hacerlo en cine, y que ella prefiere este último.
Se graduó de la Universidad de Hanyang en 1998. Después de dejar la Universidad fue contratada por una agencia de modelos para el catálogo COOLDOG.
Conoció a Jim Sturgess mientras filmaban Cloud Atlas en 2012 y en mayo de 2014 confirmó que estaba en una relación con este. En marzo de 2015, la agencia de la actriz reveló que se habían separado, sin dar más detalles.

## Carrera
En 1999, debutó como actriz en la serie de KBS 2TV Angel Kiss. Ese mismo año participaría en su primera película haciendo el papel de Eun-Suh en The Ring Virus, un remake de la película japonesa The Ring. Además para acabar de redondear, ese año ganó el premio a "Actriz más popular" concedido por la misma KBS.
En 2000, el director Bong Joon-ho la contrató para hacer el papel de Hyeon-Nam en la película Barking Dogs Never Bite. Según la actriz, fue esta película la que hizo que decidiera ser actriz: «esa película me hizo decidir convertirme en actriz, una buena actriz, y esa película cambió mi vida por completo».
Sus siguientes largometrajes como protagonista fueron Take Care of My Cat en 2001 dirigida por Jeong Jae-eun, Sympathy for Mr. Vengeance en 2002 dirigida por Park Chan-Wook, Tube en 2003 dirigida por Baek Woon-Hak y The Host en 2006 dirigida también por Bong Joon-Ho. Sympathy for Mr.Vengeance y The Host (la película más popular del cine coreano hasta la fecha) la hicieron mundialmente conocida.
Participó en películas como Spring Bears Love en 2003, Linda Linda Linda en 2005 y, finalmente, en 2004, así como en la obra teatral Sunday Seoul obra escrita por Park Chan-Wook (no confundir con la película surcoreana del mismo nombre).
En 2014 protagonizó la película Un monstruo en mi puerta con el personaje de Lee Young-nam, una detective de policía que es destinada a una pequeña localidad de la costa y trata de salvar a una adolescente víctima de violencia doméstica. La película, que se estrenó en el Festival de Cannes, fue un gran éxito de crítica por lo que respecta a la actuación de las dos protagonistas, Kim Sae-ron y la propia Bae. Dado lo atractivo del guion, por un lado, y el bajo presupuesto de aquella por otro, ambas renunciaron a ser retribuidas por su trabajo.
En 2015 protagonizó una película web dirigida por su hermano mayor, Bae Doo-han. Titulada Red Carpet Dream, es una película biográfica sobre cómo Bae soñaba con convertirse en actriz cuando era joven y su carrera de actriz de 20 años.  
El 10 de junio de 2017 se unió al elenco principal de la serie Forest of Secrets, donde dio vida a Han Yeo-jin, hasta el final de la primera temporada el 30 de julio del mismo año.
En junio de 2018, Bae fue uno de los catorce profesionales de la industria cinematográfica coreana invitados a unirse a la Academia de Artes y Ciencias Cinematográficas (AMPAS). Ese mismo año protagonizó el thriller policial The Drug King.
En 2019 interpretó a la enfermera Seo-bi en la serie de Netflix Kingdom.
En enero de 2020 se anunció que se había unido al elenco de la segunda temporada de la serie Forest of Secrets, donde retomó su papel como Yeo-jin. En agosto del mismo año se anunció que se había unido al elenco principal de la película Broker; las filmaciones de la película comenzaron en 2021.
En septiembre del mismo año se anunció que se había unido al elenco principal de la serie Mar de la tranquilidad, donde interpreta a la doctora Song Ji-ahn, una astrobióloga que se une al equipo que trabaja para descubrir el secreto detrás de un accidente que tuvo lugar en la estación de investigación.

## Filmografía

### Cine
| Año  | Título                               | Título original         | Papel                                                                 | Notas                                                                      | Ref.          |
| ---- | ------------------------------------ | ----------------------- | --------------------------------------------------------------------- | -------------------------------------------------------------------------- | ------------- |
| 1999 | The Ring Virus                       | 링                      | Park Eun Seo                                                          |                                                                            |               |
| 2000 | Barking Dogs Never Bite              | 플란다스의 개           | Park Hyun Nam                                                         |                                                                            |               |
| 2000 | Plum Blossom                         | 청춘                    | Seo Nam Ok                                                            |                                                                            |               |
| 2001 | Take Care of My Cat                  | 고양이를 부탁해         | Yoo Tae Hee                                                           |                                                                            |               |
| 2002 | Sympathy for Mr. Vengeance           | 복수는 나의 것          | Cha Young Mi                                                          |                                                                            |               |
| 2002 | Saving My Hubby                      | 굳세어라 금순아         | Jung Geum Soon                                                        |                                                                            | [ 14 ]        |
| 2003 | Tube                                 | 튜브                    | Song In Kyung                                                         |                                                                            |               |
| 2003 | Spring Bears Love                    | 봄날의 곰을 좋아하세요? | Jung Hyun Chae                                                        |                                                                            |               |
| 2005 | Linda Linda Linda                    | リンダ リンダ リンダ    | Son                                                                   | Película japonesa                                                          |               |
| 2005 | Tea Date                             |                         | Sun Hee                                                               | Cortometraje estadounidense                                                |               |
| 2006 | The Host                             | 괴물                    | Park Nam Joo                                                          |                                                                            |               |
| 2009 | Air Doll                             | 空気人形                | Nozomi                                                                | Película japonesa                                                          |               |
| 2012 | Doomsday Book                        | 인류멸망보고서          | Park Min Seo (adulto)                                                 | Cameo. Segmento: "Happy Birthday"                                          |               |
| 2012 | As One                               | 코리아                  | Ri Bun Hui                                                            |                                                                            | [ 15 ] [ 16 ] |
| 2012 | Cloud Atlas                          | Cloud Atlas             | Sonmi~451 / Sonmi~351 / Tilda Ewing / Madre de Megan / Mujer mexicana | Película germanoestadounidense                                             |               |
| 2014 | Un monstruo en mi puerta             | 도희야                  | Lee Young-nam                                                         |                                                                            | [ 4 ]         |
| 2015 | El destino de Júpiter                | Jupiter Ascending       | Razo                                                                  | Película estadounidense                                                    |               |
| 2015 | Red Carpet Dream                     | Red Carpet Dream        | Ella misma                                                            | Película web                                                               | [ 7 ]         |
| 2016 | Tunnel                               | 터널                    | Se-hyun                                                               | junto a Ha Jung-woo, Oh Dal-su, Kim Hae-sook, Park Hyuk-kwon y Nam Ji-hyun |               |
| 2018 | The Drug King                        | 마약왕                  | Kim Jeong-ah                                                          |                                                                            | [ 9 ]         |
| 2020 | #AquíEstoy                           | #JeSuisLà               | Soo                                                                   | Película francesa                                                          | [ 17 ]        |
| 2021 | Broker                               | 브로커                  | Soo-jin                                                               |                                                                            | [ 18 ]        |
| 2022 | Next Sohee                           | 다음 소희               | Yoo-jin                                                               |                                                                            | [ 19 ] [ 20 ] |
| 2023 | Rebel Moon - Part 1: A Child of Fire | 반란군 문               | Némesis                                                               | Película estadounidense dirigida por Zack Snyder                           | [ 21 ]        |
| 2023 | Virus                                |                         | Ok Taek-seon                                                          |                                                                            |               |
| 2024 | Rebel Moon – Part Two: The Scargiver |                         | Némesis                                                               |                                                                            |               |

### Televisión
| Año         | Título                                                              | Papel          | Canal         | Notas                      | Ref.          |
| ----------- | ------------------------------------------------------------------- | -------------- | ------------- | -------------------------- | ------------- |
| 1998        | Angel's Kiss                                                        |                | KBS 2TV       |                            |               |
| 1999        | School                                                              | Bae Doo Na     | KBS 1TV       |                            |               |
| 1999        | Ad Madness                                                          | Pyo Roo Na     | KBS 2TV       |                            |               |
| 2000        | Love Story "Miss Hip-hop and Mr. Rock"                              | Young Yi       | SBS           |                            |               |
| 2000        | Look Back in Anger                                                  | Lee Mi Na      | KBS 2TV       |                            |               |
| 2000        | Cruise Ship of Love                                                 | Bae Doo Na     | KBS 2TV       |                            |               |
| 2000        | RNA                                                                 | Park Se Mi     | KBS 2TV       |                            | [ 22 ]        |
| 2000        | I Want To Keep Seeing You                                           | Ham Choon Bong | SBS           |                            | [ 23 ]        |
| 2000        | Mothers and Sisters                                                 | Gong Chan Mi   | MBC           |                            | [ 24 ]        |
| 2001        | Open Drama Man & Woman "You say it's love, but I think it's desire" |                | SBS           |                            |               |
| 2003        | Country Princess                                                    | Lee Eun Hee    | MBC           |                            |               |
| 2003        | Rosemary                                                            | Shin Kyung Soo | KBS 2TV       |                            |               |
| 2005        | Beating Heart                                                       | Bae Doo Na     | MBC           |                            |               |
| 2006        | Someday                                                             | Hana Yamaguchi | OCN           |                            |               |
| 2007        | How to Meet a Perfect Neighbor                                      | Jung Yoon Hee  | SBS           |                            |               |
| 2010        | Master of Study                                                     | Han Soo Jung   | KBS 2TV       |                            |               |
| 2010        | Gloria                                                              | Na Jin Jin     | MBC           |                            |               |
| 2015-2018   | Sense8                                                              | Sun Bak        | Netflix       |                            |               |
| 2018        | Matrimonial Chaos                                                   | Kang Hwi-roo   | KBS2          |                            |               |
| 2019        | Persona                                                             | Doona          | Netflix       | Episodio Suerte en el amor | [ 25 ]        |
| 2019 - 2020 | Kingdom                                                             | Seo-bi         | Netflix       |                            | [ 26 ] [ 27 ] |
| 2017, 2020  | Forest of Secrets (Stranger)                                        | Han Yeo-jin    | TVN - Netflix |                            | [ 28 ]        |
| 2021        | Mar de la tranquilidad                                              | Song Ji-an     | Netflix       |                            | [ 29 ]        |

### Teatro
- Sunday Seoul (2004)

### Aparición en videos musicales
- You - Fish (2000)
- Every Time I Look at You - Kang Kyun-Sung (2007)

## Discografía
- We Are Paranmaum (2005)
- Linda Linda Linda (banda sonora, 2005)

## Libros
- Doona's London Play (2006) - Libro de fotografías
- Doona's Tokyo Play (2007) - Libro de fotografías

## Premios
| Año  | Premio                                    | Categoría                                   | Papel                          | Resultado | Ref.                 |
| ---- | ----------------------------------------- | ------------------------------------------- | ------------------------------ | --------- | -------------------- |
| 1999 | KBS Drama Awards                          | Mejor actriz revelación                     | School, Ad Madness             | Ganadora  |                      |
| 2000 | Grand Bell Awards                         | Mejor actriz revelación                     | Barking Dogs Never Bite        | Nominada  |                      |
| 2000 | Blue Dragon Film Awards                   | Mejor actriz revelación                     | Barking Dogs Never Bite        | Ganadora  | [ 30 ]               |
| 2000 | Director's Cut Awards                     | Mejor actriz revelación                     | Plum Blossom                   | Ganadora  | [ 31 ]               |
| 2000 | KBS Drama Awards                          | Premio a la popularidad                     | RNA                            | Ganadora  | [ 32 ]               |
| 2001 | Korean Association of Film Critics Awards | Mejor actriz                                | Take Care of My Cat            | Ganadora  | [ 33 ]               |
| 2001 | Chunsa Film Art Awards                    | Mejor actriz                                | Take Care of My Cat            | Ganadora  | [ 34 ]               |
| 2001 | Women in Film Korea Awards                | Mejor actriz                                | Take Care of My Cat            | Ganadora  | [ 35 ]               |
| 2002 | Baeksang Arts Awards                      | Mejor actriz                                | Take Care of My Cat            | Ganadora  | [ 36 ]               |
| 2002 | Busan Film Critics Awards                 | Mejor actriz                                | Take Care of My Cat            | Ganadora  | [ 37 ]               |
| 2002 | Blue Dragon Film Awards                   | Mejor actriz                                | Sympathy for Mr. Vengeance     | Nominada  | [ 38 ]               |
| 2003 | MBC Drama Awards                          | Premio a la excelencia, actriz              | Country Princess               | Nominada  | [ 39 ]               |
| 2006 | Chunsa Film Art Awards                    | Mejor actriz de reparto                     | The Host                       | Nominada  |                      |
| 2006 | Blue Dragon Film Awards                   | Mejor actriz de reparto                     | The Host                       | Nominada  | [ 40 ] [ 41 ] [ 42 ] |
| 2006 | Director's Cut Awards                     | Mejor actriz                                | The Host                       | Ganadora  | [ 43 ] [ 44 ]        |
| 2007 | SBS Drama Awards                          | Premio a la excelencia, actriz en miniserie | How to Meet a Perfect Neighbor | Nominada  |                      |
| 2008 | Chlotrudis Awards                         | Mejor actriz de reparto                     | Linda Linda Linda              | Nominada  |                      |
| 2010 | Tokyo Sports Film Awards                  | Mejor actriz                                | Air Doll                       | Ganadora  | [ 45 ] [ 46 ]        |
| 2010 | Japan Academy Prize                       | Mejor actriz                                | Air Doll                       | Nominada  | [ 47 ] [ 48 ] [ 49 ] |
| 2010 | Asian Film Awards                         | Mejor actriz                                | Air Doll                       | Nominada  | [ 50 ]               |
| 2010 | Takasaki Film Festival                    | Mejor actriz                                | Air Doll                       | Ganadora  | [ 51 ] [ 52 ]        |
| 2010 | MBC Drama Awards                          | Premio a la excelencia, actriz              | Gloria                         | Nominada  | [ 53 ]               |
| 2010 | KBS Drama Awards                          | Premio a la excelencia, actriz en miniserie | Master of Study                | Nominada  |                      |
| 2013 | CinEuphoria Awards                        | Mejor actriz de reparto                     | Cloud Atlas                    | Nominada  |                      |
| 2013 | International Online Cinema Awards        | Mejor actriz de reparto                     | Cloud Atlas                    | Nominada  |                      |
| 2014 | Golden Rooster and Hundred Flowers Awards | Mejor actriz en película extranjera         | Un monstruo en mi puerta       | Ganadora  | [ 54 ] [ 55 ]        |
| 2014 | Buil Film Awards                          | Mejor actriz                                | Un monstruo en mi puerta       | Nominada  | [ 56 ]               |
| 2015 | Chunsa Film Art Awards                    | Mejor actriz                                | Un monstruo en mi puerta       | Ganadora  | [ 57 ]               |
| 2015 | Asian Film Awards                         | Mejor actriz                                | Un monstruo en mi puerta       | Ganadora  | [ 58 ]               |
| 2015 | Wildflower Film Awards                    | Mejor actriz                                | Un monstruo en mi puerta       | Nominada  | [ 59 ]               |
| 2015 | Baeksang Arts Awards                      | Mejor actriz                                | Un monstruo en mi puerta       | Nominada  | [ 60 ]               |
| 2016 | Blue Dragon Film Awards                   | Mejor actriz de reparto                     | Tunnel                         | Nominada  |                      |
| 2016 | Blue Dragon Film Awards                   | Premio Estrella Popular                     | Tunnel                         | Ganadora  | [ 61 ]               |
| 2016 | Grand Bell Awards                         | Mejor actriz                                | Tunnel                         | Nominada  |                      |
| 2017 | Asian Film Critics Association Awards     | Mejor actriz de reparto                     | Tunnel                         | Nominada  |                      |
| 2017 | Baeksang Arts Awards                      | Mejor actriz de reparto                     | Tunnel                         | Nominada  |                      |
| 2017 | Chunsa Film Art Awards                    | Mejor actriz de reparto                     | Tunnel                         | Nominada  |                      |
| 2017 | Buil Film Awards                          | Mejor actriz de reparto                     | Tunnel                         | Nominada  |                      |
| 2017 | Elle Style Awards                         | Super Icon (Femenino)                       | —                              | Ganadora  | [ 62 ]               |
| 2018 | KBS Drama Awards                          | Premio a la gran excelencia, actriz         | Matrimonial Chaos              | Nominada  |                      |
| 2018 | KBS Drama Awards                          | Premio a la excelencia, actriz en miniserie | Matrimonial Chaos              | Nominada  |                      |
| 2018 | KBS Drama Awards                          | Mejor pareja (con Cha Tae-hyun)             | Matrimonial Chaos              | Ganadora  | [ 63 ]               |
| 2019 | Busan International Film Festival         | ‘Etoile du Cinéma’ (Cinema Star)            | —                              | Ganadora  | [ 64 ]               |
| 2021 | 3rd Asia Contents Awards                  | Mejor actriz                                | Stranger 2                     | Pendiente | [ 65 ] [ 66 ]        |